# Lac Payne
Lac Payne är en sjö i Kanada.   Den ligger i regionen Nord-du-Québec i provinsen Québec, i den östra delen av landet, 1 600 km norr om huvudstaden Ottawa. Lac Payne ligger 134 meter över havet. Arean är 513 kvadratkilometer. 
Omgivningarna runt Lac Payne är i huvudsak ett öppet busklandskap. Trakten runt Lac Payne är nära nog obefolkad, med mindre än två invånare per kvadratkilometer.